# Egnatiella cabrerai
Egnatiella cabrerai är en insektsart som beskrevs av Bolívar, I. 1914. Egnatiella cabrerai ingår i släktet Egnatiella och familjen gräshoppor.

## Underarter
Arten delas in i följande underarter:
- E. c. cabrerai
- E. c. indecorata